# Ekatite
La ekatite è un minerale.

## Etimologia
Il nome è in onore dell'ingegnere minerario namibiano Dieter Ekat (1935-1996).